# افقا
افقا (به عربی: أفقا) یک منطقهٔ مسکونی در لبنان است که در بیروت واقع شده‌است.
 افقا ۹٫۳۴ کیلومتر مربع مساحت دارد  ۱٬۲۰۰ متر بالاتر از سطح دریا واقع شده است.